# 5319 Petrovskaya
Az 5319 Petrovskaya (ideiglenes jelöléssel 1985 RK6) a Naprendszer kisbolygóövében található aszteroida. Nyikolaj Sztyepanovics Csernih fedezte fel 1985. szeptember 15-én.